# محمد بن سلیمان علوی
محمد بن سلیمان بن داوود بن حسن بن حسن بن علی بن ابی‌طالب که به اختصار محمد بن سلیمان علوی خوانده می شود. او در قیام ابوالسرایا یکی از فرماندهان بود و خود نیز قیامی مستقل را پایه ریزی کرد. او همچنین حاکم مدینه در قیام ابوالسرایا بود که در مقابل جلودی تاب نیاورد و قیامش شکست خورد.

## قیام
دوران مأمون، اوج شکل گیری قیام های علوی علیه حکومت عباسی بود. در این دوران، قیام های متعددی شکل گرفت که یکی از آنها توسط محمد بن سلیمان علوی رهبری می‌شد. محمد بن سلیمان، یکی از کسانی بود که در ماجرای قیام ابوالسرایا، توسط وی به عنوان حاکم مدینه معرفی و منصوب شد. او در لشکر ابوالسرایا برای حمله به لشکر هارون بن مسیب که در مکه قرار گرفته بود، حضور داشت. آنها به مکه لشکرکشی کردند و بر هارون بن مسیب سیطره یافتند. منابع او را جبهه مدائن قیام ابوالسرایاء دانسته اند. او بعدها به تنها و پس از قیام ابراهیم، قیامی مستقل انجام داد و اهل حجاز و مدینه از او پیروی کردند. همین امر سبب شد تا پیروزی های بزرگی را به‌دست آورد. او برای اعتلاء قیامش، از تمامی اهالی مدینه درخواست بیعت کرد؛ بسیاری با او بیعت کردند و گروهی پیشنهاد دادند که علی بن موسی الرضا را نیز به قیامش دعوت کند. او برای دعوت علی بن موسی الرضا، پیکی را به سوی او راهی کرد؛ ولی علی بن موسی الرضا، پذیرفتن همراهی با قیام را به ۲۰ روز بعد موکول کرد. ۱۸ روز بعد، جلودی برای سرکوب قیام به مدینه وارد شد و قیام را در هم شکست. محمد بن سلیمان نیز مجبور به فرار شد.